# Никитин, Алексей Иванович (ректор)
Никитин, Алексей Иванович — доктор медицинских наук, профессор, ректор Иркутского государственного медицинского института (1957—1971), почетный гражданин г. Иркутска, заслуженный деятель науки Бурятской АССР.

## Биография
Алексей Иванович Никитин родился 13 марта 1907 года в Нерчинске Читинской области в семье рабочего.
В 1925—1927 работал забойщиком в шахтах Казаковского прииска (Забайкалье), там же, при прииске окончил школу.
В 1927 году Никитин поступил на медицинский факультет Иркутского университета.
После окончания вуза, в 1931—1934 Алексей Иванович был оставлен аспирантом на кафедре нормальной физиологии и по совместительству работал заведующим Иркутским горздравотделом.
В 1935 защитил в Москве кандидатскую диссертацию на тему «Газовый и азотистый обмен при сенсибилизации в послешоковом периоде у собак под действием нормальной лошадиной сыворотки».
В 1937 Никитину присвоено научное звание: доцент ИГМИ.
С 1937 по 1984 гг. — заведующий кафедрой нормальной физиологии Иркутского мединститута.
В 1946 году защитил докторскую диссертацию «Материалы по регуляции секреторной деятельности пищеварительных желез при изменённой реактивности организма (сенсибилизация и шок)». На тот момент А. И. Никитин стал самым молодым доктором наук в медицине.
В 1946 Никитину присвоено звание профессора.
В 1953—1957 Алексей Иванович был заместителем директора института по научной и учебной работе.
В 1957—1971 Алексей Иванович Никитин занимал должность ректора ИГМИ.
В апреле 1977 года А. И. Никитину присвоено звание «Почётный гражданин города Иркутска»
Скончался 8 декабря 1991 в Иркутске. В марте 1992 года, в день 85-летия Алексея Ивановича Никитина была открыта мемориальная доска на здании анатомического корпуса ИГМИ.

## Награды
- Орден Ленина;
- Орден Трудового Красного Знамени;
- Медаль «За доблестный труд в Великой Отечественной войне»;
- Нагрудный знак «Отличник здравоохранения».